# Campeonato regional de Fogo
El Campeonato regional de fútbol de Fogo es una liga de fútbol de la isla de Fogo de Cabo Verde, organizada por la Asociación regional de fútbol de Fogo (ARFF).
El torneo está compuesto por dos escalones, la primera y la segunda división. El campeón de la competición tiene derecho a participar en el campeonato caboverdiano de fútbol, los dos equipos que ocupan las últimas posiciones descienden de categoría.
La primera división se juega siguiendo un sistema de liga, los diez equipos se enfrentaran todos contra todos en dos ocasiones, una como local y otra como visitante, sumando un total de 18 jornadas. La segunda división está dividida en dos grupos de seis equipos en cada uno de ellos, con un sistema de liga. Los dos primeros de cada grupo juegan una fase final en formato de liguilla a doble partido, los dos que finalizan en primer lugar ascienden.

## Palmarés

### Por año[1]
| - 1975-76 : Botafogo FC - 1976-77 : Botafogo FC - 1977-78 : Botafogo FC - 1978-79 : Botafogo FC - 1979-80 : Botafogo FC - 1980-81 : Botafogo FC - 1981-82 : Botafogo FC - 1982-83 : Botafogo FC - 1983-84 : Académica do Fogo - 1984-85 : Botafogo FC - 1985-86 : Botafogo FC - 1986-87 : Académica do Fogo - 1987-88 : Académica do Fogo - 1988-89 : Botafogo FC - 1989-90 : Botafogo FC | - 1990-91 : Académica do Fogo - 1991-92 : Botafogo FC - 1992-93 : Académica do Fogo - 1993-94 : Vulcânicos FC - 1994-95 : Académica do Fogo - 1995-96 : Botafogo FC - 1996-97 : Académica do Fogo - 1997-98 : Vulcânicos FC - 1998-99 : Vulcânicos FC - 1999-00 : Vulcânicos FC - 2000-01 : Botafogo FC - 2001-02 : Académica do Fogo - 2002-03 : Cutelinho FC - 2003-04 : Vulcânicos FC | - 2004-05 : Académica do Fogo - 2005-06 : Botafogo FC - 2006-07 : Vulcânicos FC - 2007-08 : Académica do Fogo - 2008-09 : Vulcânicos FC - 2009-10 : Botafogo FC - 2010-11 : Vulcânicos FC - 2011-12 : Académica do Fogo - 2012-13 : Académica do Fogo - 2013-14 : Académica do Fogo - 2014-15 : Spartak D'Aguadinha - 2015-16 : Vulcânicos FC - 2016-17 : Vulcânicos FC - 2017-18 : Vulcânicos FC |

### Por club
| Club                | Títulos | Años de los títulos |
| ------------------- | ------- | --- |
| Botafogo FC         | 17      | 1975-76, 1976-77, 1977-78, 1978-79, 1979-80, 1980-81, 1981-82, 1982-83, 1984-85, 1985-86, 1988-89, 1989-90, 1991-92, 1995-96, 2000-01, 2005-06 y 2009-10 |
| Académica do Fogo   | 13      | 1983-84, 1986-87, 1987-88, 1990-91, 1992-93, 1994-95, 1996-97, 2001-02, 2004-05, 2007-08, 2011-2012, 2012-13 y 2013-14                                   |
| Vulcânicos FC       | 11      | 1993-94, 1997-98, 1998-99, 1999-00, 2003-04, 2006-07, 2008-09, 2010-11, 2015-16, 2016-17 y 2017-18                                                       |
| Cutelinho FC        | 1       | 2002-03 |
| Spartak D'Aguadinha | 1       | 2014-15 |